# Toxodanuria parvula
Toxodanuria parvula är en bönsyrseart som beskrevs av John Obadiah Westwood 1889. Toxodanuria parvula ingår i släktet Toxodanuria och familjen Mantidae. Inga underarter finns listade i Catalogue of Life.